# Лувеньга (река)
Лувеньга — река в Мурманской области России. Протекает по территориям Кандалакшского района и городского округа город Апатиты с подведомственной территорией. Впадает в Кандалакшский залив Белого моря.
Длина реки составляет 28 км. Площадь бассейна 175 км².
Топоним Лувеньга возник от саамского «лувве» — «встряхнуть», так как несколько веков назад в районе этой реки неоднократно были зафиксированы землетрясения. Дословно Лувеньга — «встряхивающаяся река».
Берёт начало на северном склоне хребта Ёлки-Тундры на высоте 300 м над уровнем моря. Протекает по лесной, местами болотистой местности. Порожиста. Проходит через озёра: Верхнее Лувеньгское, Среднее Лувеньгское и Нижнее Лувеньгское. В верхнем течении носит название Верхняя Лувеньга, а в нижнем — Нижняя Лувеньга. Впадает в Кандалакшский залив Белого моря. На реке у устья расположено село Лувеньга.

## Данные водного реестра
По данным государственного водного реестра России относится к Баренцево-Беломорскому бассейновому округу, водохозяйственный участок реки — реки бассейна Белого моря от западной границы бассейна реки Йоканга (мыс Святой Нос) до восточной границы бассейна реки Нива, без реки Поной. Речной бассейн реки — бассейны рек Кольского полуострова и Карелии.
Код объекта в государственном водном реестре — 02020000212101000009558.